# HMS Velox (D34)
«Велокс» (D34) (англ. HMS Velox (D34) — військовий корабель, ескадрений міноносець типу «V» підкласу «Адміралті» Королівського військово-морського флоту Великої Британії за часів Першої та Другої світових війн.

## Історія створення
«Велокс» був закладений 1 січня 1917 на верфі компанії William Doxford & Sons, Сандерленд. 1 квітня 1918 увійшов до складу Королівських ВМС Великої Британії.

## Відео
- HMS Velox — YouTube [Архівовано 31 січня 2014 у Wayback Machine.]